# SR-2 Veresk
SR-2 Veresk (tiếng Nga: СР-2 Вереск, Специальная Разработка 2, Spetsialnaya Razrabotka 2, Phát triển đặc biệt 2) là loại súng tiểu liên được phát triển từ giữa những năm 1990 bởi TsNIITochMash sau khi nhận được yêu cầu của lực lượng an ninh Liên bang Nga (FSB). Sau khi phát triển thành công loại đạn 9×21mm SP-10 xuyên giáp và súng ngắn SR-1 Vector để sử dụng loại đạn đó thì FSB cũng đã yêu cầu thiết kế thêm một loại súng tiểu liên sử dụng loại đạn đó. Mẫu đầu tiên được mang ra giới thiệu năm 1999 và năm 2000 thì được đưa vào phục vụ trong các lực lượng FSB cũng như các lực lượng thi hành công vụ tinh nhuệ tại Nga. Đây là loại súng có khả năng sát thương cao khi nó có thể xuyên thủng các loại áo giáp chống đạn cấp 2 theo tiêu chuẩn của Nga cũng như các phương tiện cơ giới không bọc giáp trong khoảng cách 100 đến 150 m và tầm sát thương là 200 m nhưng lại nhỏ gọn và nhẹ.

## Thiết kế
Không giống với các loại súng tiểu liên khác SR-2 sử dụng cơ chế nạp đạn bằng khí nén với hệ thống trích khí dài và khóa nòng xoay với 6 móc cố định viên đạn (các loại súng tiểu liên thường sử dụng cơ chế nạp đạn blowback). Hệ thống này được phát triển từ khẩu SR-3 Vikhr. Thân súng được làm bằng thép dập, phần bọc ngoài làm bằng nhựa. Nút chọn khóa an toàn giống kiểu của các loại súng Kalashnikov nằm ở bên phải súng và nút chọn chế độ bắn nằm ở bên trái súng. Súng có hai chế độ bắn là tự động và phát một.
Hệ thống nhắm cơ bản của loại súng này là điểm ruồi nhưng có thể gắn thêm hệ thống nhắm điểm đỏ để tăng khả năng tác chiến. Báng súng cũng được làm bằng thép ép có thể gấp lên trên để tiết kiệm không gian. Mẫu nâng cấp SR-2M đã thiết kế lại báng súng để vẫn có thể gắn hệ thống nhắm khi báng gấp lại. Súng sử dụng hộp đạn rời 20 đến 30 viên.